# Juventus TV
Juventus TV (/juˈvɛntus ˈtiː ˈviː/), talora noto come JTV (pronunciato [ˈdʒeɪː ˈtiː ˈviː]), è un servizio di streaming a pagamento di proprietà della società calcistica italiana Juventus Football Club.
Fino al 1º luglio 2018 è stato un canale televisivo a pagamento della piattaforma Sky Italia.
È stato, in ordine cronologico, il quarto canale tematico italiano interamente dedicato a una squadra di calcio, dopo Milan TV, Inter TV e Roma TV.

## Storia

### 2006: le origini
Juventus Channel nasce il 1º novembre 2006, in concomitanza con il centonovesimo anniversario della fondazione della squadra bianconera, come Option al numero 231 della piattaforma televisiva a pagamento Sky Italia: per vedere il canale, infatti, era necessario pagare un importo aggiuntivo sul prezzo dell'abbonamento alla pay TV.
Il canale era un progetto multimediale in collaborazione con Rai Com: in quell'anno la squadra aveva acquistato dalla Rai l'archivio audiovisuale delle partite disputate a partire dal 1954.
Il palinsesto del canale già prevede, durante la settimana, la trasmissione quotidiana delle immagini della prima squadra, le interviste ai giocatori, oltre alle conferenze stampa prima delle partite; a ciò si aggiungevano, nei fine settimana, i collegamenti di rito del pre e dopo gara. Vari spazi erano dedicati alla riproposizione di sfide del passato e ad altre retrospettive storiche curate ad hoc, così come programmi riservati alla tifoseria e al settore giovanile del club. Non mancavano trasmissioni dall'aspetto più tecnico, che analizzavano e svisceravano questioni prettamente tattiche, assieme ad altri appuntamenti più legati al filone culturale, sempre con la Juventus al centro delle vicende.
Nel primo anno d'attività, il canale raggiunge i 40 000 abbonati.

### 2013-2018: il restyling in Juventus TV e la chiusura su Sky
Il 12 luglio 2013, nell'ambito di un profondo rinnovamento del palinsesto, il canale cambia nome in Juventus TV, passando sotto la gestione dell'agenzia di stampa LaPresse. Tra i nuovi volti del canale spiccano Cristina Chiabotto e Laura Barriales; le telecronache delle partite sono affidate alla voce di Enrico Zambruno; infine figurano Antonio Romano come conduttore, mentre i giornalisti Paolo Rossi ed Enrico Vincenti come opinionisti.
La rinnovata programmazione del canale offre interviste agli allenatori e ai giocatori juventini, la riproposizione di partite disputate nel passato e delle competizioni in cui si è impegnata la prima squadra del club — principalmente la Serie A, la Coppa Italia e le competizioni europee. Inoltre, con collegamenti dallo Juventus Stadium, offre in diretta pre e post gara, tutti gli allenamenti dallo Juventus Training Center di Vinovo, le conferenze stampa in versione integrale, i campionati disputati dalle squadre giovanili e vari programmi di approfondimento in studio sulle tematiche riguardanti la società bianconera.
A partire dal 1º agosto 2015 il canale è incluso all'interno dei pacchetti Sky Sport e/o Sky Calcio, pertanto non è più necessario pagare un extra sul costo dell'abbonamento per poter accedere alla sua programmazione; sempre nella stessa data, si trasferisce al numero 212 di Sky. Il 3 agosto 2015 Juventus TV inizia a trasmettere in alta definizione, mentre la versione SD cessa le proprie trasmissioni.
Il 1º luglio 2016 la gestione del canale torna alla Juventus, che sceglie Claudio Zuliani come direttore di rete. Assieme a Zambruno, svolgerà anche il ruolo di telecronista per la rete. Tra i volti fissi del canale vengono confermati i giornalisti Romano, Rossi e Vincenti, oltre alla conduttrice Monica Somma e all'ex calciatore bianconero Moreno Torricelli.
Il 1º luglio 2018, su decisione della società bianconera, Juventus TV termina le sue trasmissioni come canale lineare su Sky, focalizzandosi esclusivamente sulle attività web e social.

### 2018: il rilancio come piattaforma streaming
L'11 agosto 2018, Juventus TV diventa una piattaforma streaming con contenuti dal vivo e on demand.
Juventus TV diventa disponibile anche su Prime Video dal 4 novembre 2020, su Mediaset Infinity dal 6 luglio 2021 e su DAZN dal 10 novembre 2021.

## Loghi

1º novembre 2006 - 12 luglio 2013
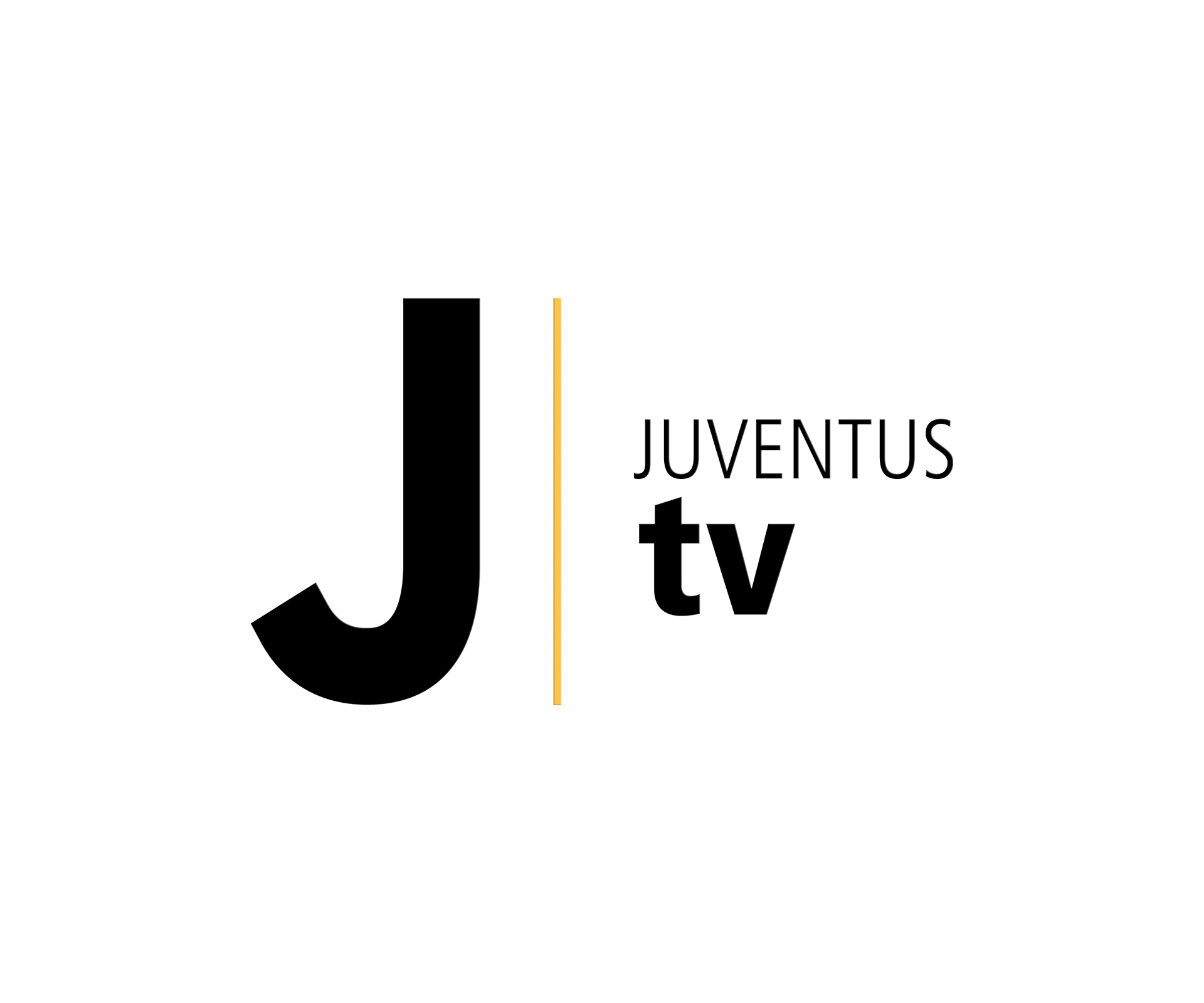
12 luglio 2013 - 1º luglio 2017
In uso dal 1º luglio 2017

### Pubblicazioni varie
- Prospetto informativo OPV (PDF), Juventus Football Club S.p.A., Commissione Nazionale per le Società e la Borsa, 24 maggio 2007 (archiviato dall'url originale il 10 aprile 2008).